# Ganganahalli, Arkalgud
Ganganahalli là một làng thuộc tehsil Arkalgud, huyện Hassan, bang Karnataka, Ấn Độ.